# Musée national de la guerre du Pacifique
Le musée national de la guerre du Pacifique (en anglais : National Museum of the Pacific War)  est situé à Fredericksburg, au Texas, qui est la maison d'enfance de l'amiral de la flotte Chester Nimitz. Nimitz a servi en tant que commandant en chef de la flotte du Pacifique des États-Unis (CinCPAC), et a été nommé peu de temps après commandant en chef des zones de l'océan Pacifique pendant la Seconde Guerre mondiale. Le site de 25 000 m2 comprend  aussi l'Admiral Nimitz Museum, qui se trouve dans l'ancien Hôtel Nimitz et raconte l'histoire de Nimitz de sa vie de jeune garçon à celle de sa carrière navale ainsi que l'évolution de l'ancien hôtel.

## Description

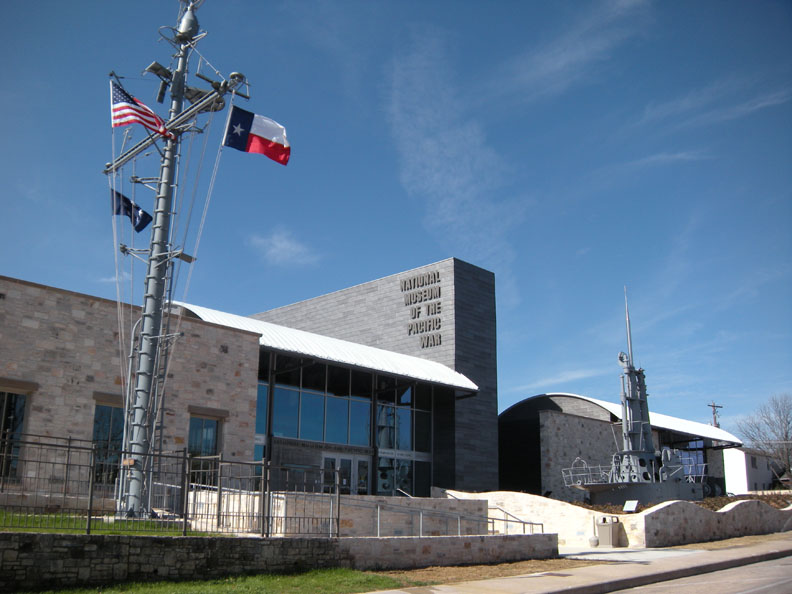
L'entrée du Musée national de la guerre du Pacifique

La Fondation Amiral Nimitz  a été créée en 1964 (sous le nom de Fleet Admiral Chester W. Nimitz Naval Museum, Inc.) pour soutenir un musée maritime en l'honneur du fils natif de Fredericksburg, commandant en chef des forces alliées, région de l'océan Pacifique.
L'hôtel appartenant au grand-père de Nimitz, Charles Henry Nimitz, a été restauré dans sa conception d'origine et rebaptisé Admiral Nimitz Museum par une loi de la législature du Texas en 1968. L'intention initiale était de se concentrer uniquement comme un mémorial à l'amiral de la flotte Chester Nimitz. En 2000, le complexe a été rebaptisé Site historique d'État de l'amiral Nimitz - Musée national de la guerre du Pacifique et est exclusivement dédié aux batailles du théâtre du Pacifique de la Seconde Guerre mondiale. Le kiosque de l'USS Pintado (SS-387) (en) se trouvent à l'entrée principale du musée.
Le bâtiment est classé Recorded Texas Historic Landmark depuis 1983.

## Quelques pièces exposées
- Les Actes de capitulation du Japon signés à bord de l'USS Missouri,
- Le sous-marin de poche japonais HA-19 qui a participé à l'attaque de Pearl Harbor,
- Un hydravion japonais Kawanishi N1K1-J,
- Un bombardier américain North American B-25 Mitchell